# Aesculus californica
Aesculus californica là một loài thực vật có hoa trong họ Bồ hòn. Loài này được (Spach) Nutt. mô tả khoa học đầu tiên năm 1838.

## Hình ảnh

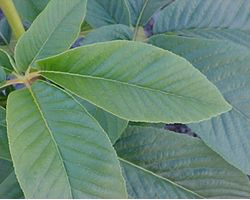
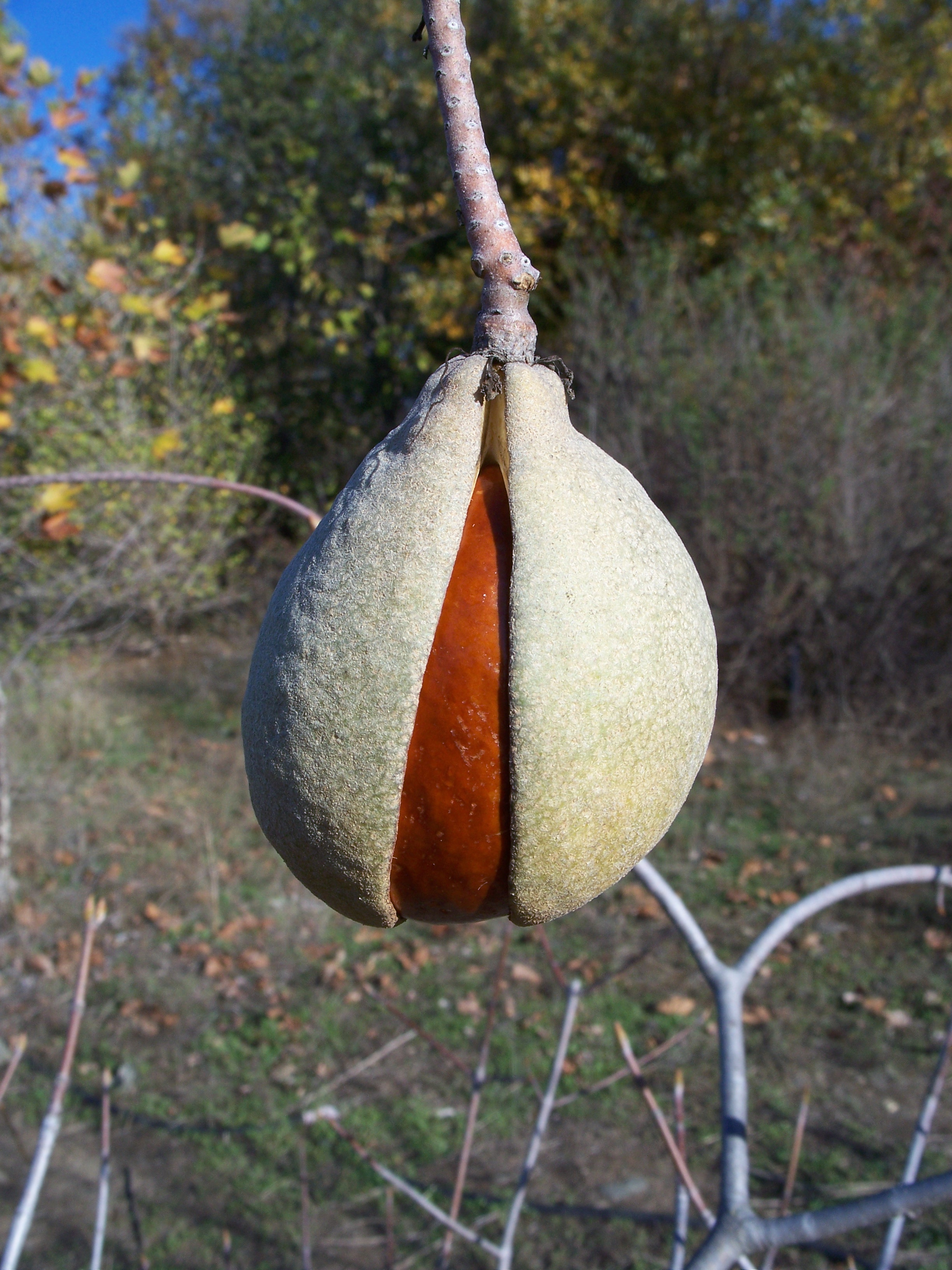
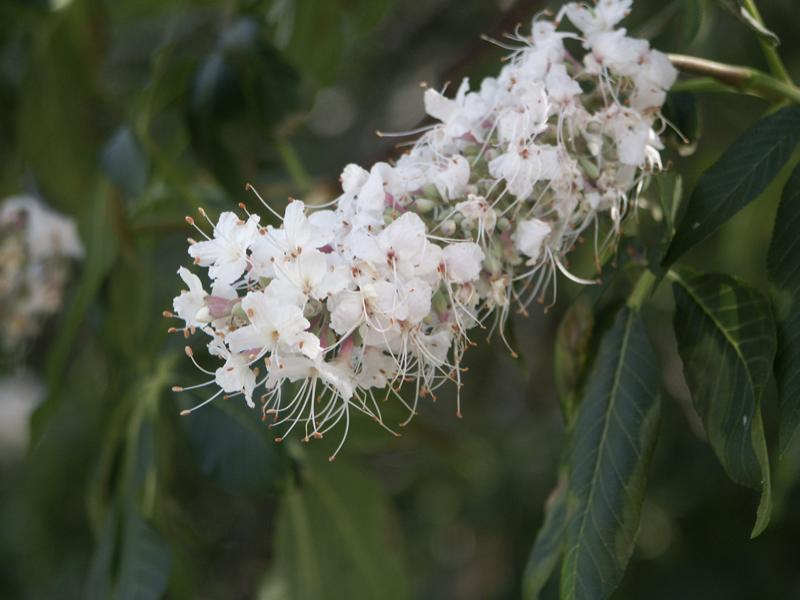
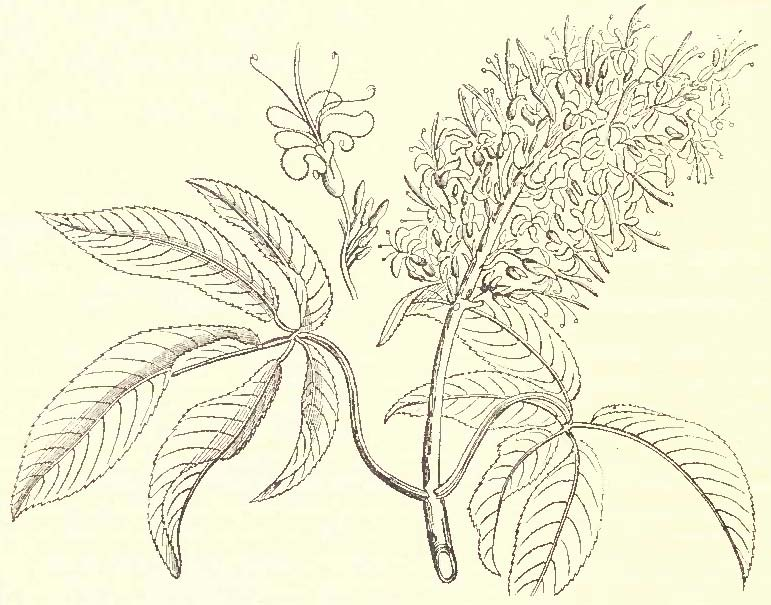